# Лобжанка
Лобжанка — река в Белоруссии, протекает по территории Климовичского района Могилёвской области, левый приток реки Сож. Длина реки — 54 км, площадь водосборного бассейна — 489 км², средний расход воды в устье 3,1 м³/с, средний наклон водной поверхности 1,3 ‰.
Река берёт начало на южной окраине деревни Недведь в 17 км к востоку от центра города Климовичи. От истока течёт на юго-запад, у деревни Родня поворачивает на северо-запад. Протекает в пределах Оршанско-Могилевской равнины. Долина в верхнем течении невыразительная, на остальном протяжении трапециевидная, глубоко врезана, шириной 1 — 1,2 км. Пойма двухсторонняя, ровная, местами слабозаболоченная, открытая; её ширина 20 — 60 м в верхнем течении и 200—500 м на остальном протяжении. Русло канализировано в течение 33,2 км. Ширина реки в среднем и нижнем течении около 10 м.
Притоки: Боровка, Каменка, Переволочная, Мурашка, Соболевка (левые); Коленица, Ректа (правые).
В среднем течении Лобжанка протекает по юго-западным окраинам города Климовичи, где в неё впадают Переволочная и Коленица. Помимо Климовичей Лобжанка протекает сёла и деревни Сидоровка, Судилы, Родня, Осмоловичи, Реут, Лопатовичи, Рудня
Впадает в Сож на границе с Кричевским районом в 8 км к югу от города Кричев.